# مقاطعة فرانكلين (ماساتشوستس)
مقاطعة فرانكلين (بالإنجليزية: Franklin County, Massachusetts)‏ هي إحدى مقاطعات ولاية ماساتشوستس في الولايات المتحدة. ، بلغ عدد سكانها 71372 نسمة في عام 2010 حسب إحصاء مكتب تعداد الولايات المتحدة وتصل الكثافة السكانية فيها 39 نسمة/كم2.

## وصلات خارجية
- United States Counties